# Payback-metoden
Payback-metoden, pay off-metoden eller återbetalningsmetoden är en metod som används för att beräkna hur snabbt en investering betalar sig själv. Metoden kan antingen användas för att kontrollera att en investering lönar sig innan den är förbrukad, eller för att jämföra vilket av flera investeringsalternativ som är bäst.
Payback-tid, pay off-tid eller återbetalningstid är dess resultat, den tid som krävs för att investeringen ska ge tillbaka investeringskostnaden.

## Översikt
Payback-metoden var tidigare mer känd som pay off-metoden, men då payback-metoden har blivit det vanligare uttrycket i svenskan under senare år används det i denna artikel. I modern engelsk litteratur används uteslutande uttrycket payback. Den svenska varianten återbetalningsmetoden kan emellanåt användas, men det är ytterst ovanligt.[källa behövs]
Metoden används ofta vid enklare investeringskalkyler, för grovsållning, eller när investeringskostnaden är väldigt stor. Den är lämpligast vid industriella investeringar, som ofta kan vara mer beroende av svårbedömda framtida faktorer som prisnivåer och konkurrenssituation. Det är den vanligaste kalkyleringsmetoden hos tillverkande företag.
Det är den enda metod inom investeringskalkylering som, åtminstone i sin grundform, inte tar hänsyn till någon kalkylränta. Det handlar om enkel addition, där inbetalningsöverskotten (inbetalningarna minus utbetalningarna) i tur och ordning adderas till den negativa grundinvesteringen till dess att summan är minst noll.
Matematiskt kan det (förenklat) uttryckas som lösningen på följande ekvation:
{\displaystyle \sum _{i=0}^{\mathrm {T} }C_{i}=0}
T är paybacktiden, Ci är varje inbetalning eller utbetalning, inklusive grundinvesteringen, fram till att resultatet är noll. Övriga matematiska symboler på denna sida förklaras i artikeln investeringskalkylering.
Om alla inbetalningsöverskott är lika stora, går det att beräkna direkt: grundinvestering (G) dividerat med årligt inbetalningsöverskott (a).
{\displaystyle {\mbox{T}}={G \over a}}
Notera att denna formel kan ge återbetalningstider i delar av år. Om alla inbetalningar sker i slutet av året, måste resultatet avrundas uppåt.

### Exempel 1
Om en investering kostar 100 000 kronor att genomföra, och sedan återbetalas 22 000 kronor om året i åtta år, kan beräkningen se ut så här:
|              | G        | a       | a       | a       | a       | a      | a      | a      | a      |
| År 0         | År 1     | År 2    | År 3    | År 4    | År 5    | År 6   | År 7   | År 8   |        |
| Betalningar: | -100 000 | 22 000  | 22 000  | 22 000  | 22 000  | 22 000 | 22 000 | 22 000 | 22 000 |
| Ackumulerat: | -100 000 | -78 000 | -56 000 | -34 000 | -12 000 | 10 000 | 32 000 | 54 000 | 76 000 |

Paybacktiden är då maximalt 5 år. Om inbetalningsöverskotten är jämnt fördelade över året, kan man interpolera den till cirka 4,5 år. Den direkta beräkningen för konstanta inbetalningsöverskott skulle ge:
{\displaystyle {\mbox{T}}={100000 \over 22000}\approx 4{,}55}
Om inbetalningarna kommer i slutet av året, avrundas det uppåt till 5 år.

## Den diskonterade payback-metoden
Det förekommer att payback-tiden beräknas med hänsyn till kalkylräntan (p). Beloppen måste då diskonteras till nuvärden, innan additionen genomförs. Den generella formeln blir då:
{\displaystyle \sum _{i=0}^{\mathrm {T} }{C_{i} \over (1+p)^{i}}=0}
För konstanta inbetalningsöverskott blir den:
{\displaystyle {\mbox{T}}=-{{\ln \left(1-{G \over a}p\right)} \over {\ln(1+p)}}}
Funktionen ln är den naturliga logaritmen, loge.

### Exempel 2
Följande tabell beskriver samma exempel som ovan, med 10 % kalkylränta:
|              | G        | a       | a       | a       | a       | a       | a      | a      | a      |
| År 0         | År 1     | År 2    | År 3    | År 4    | År 5    | År 6    | År 7   | År 8   |        |
| Betalningar: | -100 000 | 22 000  | 22 000  | 22 000  | 22 000  | 22 000  | 22 000 | 22 000 | 22 000 |
| Nuvärden:    | -100 000 | 20 000  | 18 182  | 16 529  | 15 026  | 13 660  | 12 418 | 11 289 | 10 263 |
| Ackumulerat: | -100 000 | -80 000 | -61 818 | -45 289 | -30 263 | -16 603 | -4 184 | 7 105  | 17 368 |

Det tar maximalt 7 år. Man kan interpolera det till cirka 6,4 år. Används formeln för fasta belopp, fås:
{\displaystyle {\mbox{T}}=-{{\ln \left(1-{100000 \over 22000}\times 0,10\right)} \over {\ln(1,10)}}\approx 6,36}

## Beslutsregler
- En investering som betalar sig själv inom investeringens ekonomiska livslängd är lönsam.
- Vid jämförelser är som regel det alternativ som har kortast återbetalningstid som är mest ekonomiskt fördelaktig.
- En del har tumregler vad payback-tiden får vara som mest, till exempel 5 år. Det är egentligen fel, payback-tiden ska vara mindre än den ekonomiska livslängden. Företag med otåliga ägare, såsom börsnoterade företag, kan ha sådana tumregler.
- En noggrannare beräkning som inberäknar ränta ger att payback-tiden inklusive räntekostnader inte bör vara över 20 år vid 5 % kalkylränta eftersom nytta långt i framtiden blir för lite värd.

### Fotnoter
1. ↑  Hur vanliga olika kalkyleringsmetoder är bekräftas bland annat av en C-uppsats på Karlstads Universitet, som även går igenom tidigare undersökningar i frågan. Uppsatsen behandlar dock endast industriella investeringar i företag. Finansiella investeringar för företag, privatpersoner och organisationer behandlas inte. Se vidare Persson, Karin; Gustaf Posse, Maria Rosner (2007) (PDF). Investeringsbedömning - En studie om investeringsbedömningen i ett antal svenska tillverkande företag. Karlstad: Karlstads Universitet. http://www.diva-portal.org/diva/getDocument?urn_nbn_se_kau_diva-1162-1__fulltext.pdf. Läst 14 juni 2008

### Webbkällor
- Paul Björnsson. ”Investeringsbedömning” (PDF). Institutionen för teknisk ekonomi och logistik, Lunds Tekniska Högskola. Arkiverad från originalet den 26 april 2005. https://web.archive.org/web/20050426014148/http://www.iml.lth.se/kurser/mio201/Material/Investeringar/F1oF2_Inv.PDF. Läst 1 juni 2008.